# Prinz-Heinrichs-Gymnasium

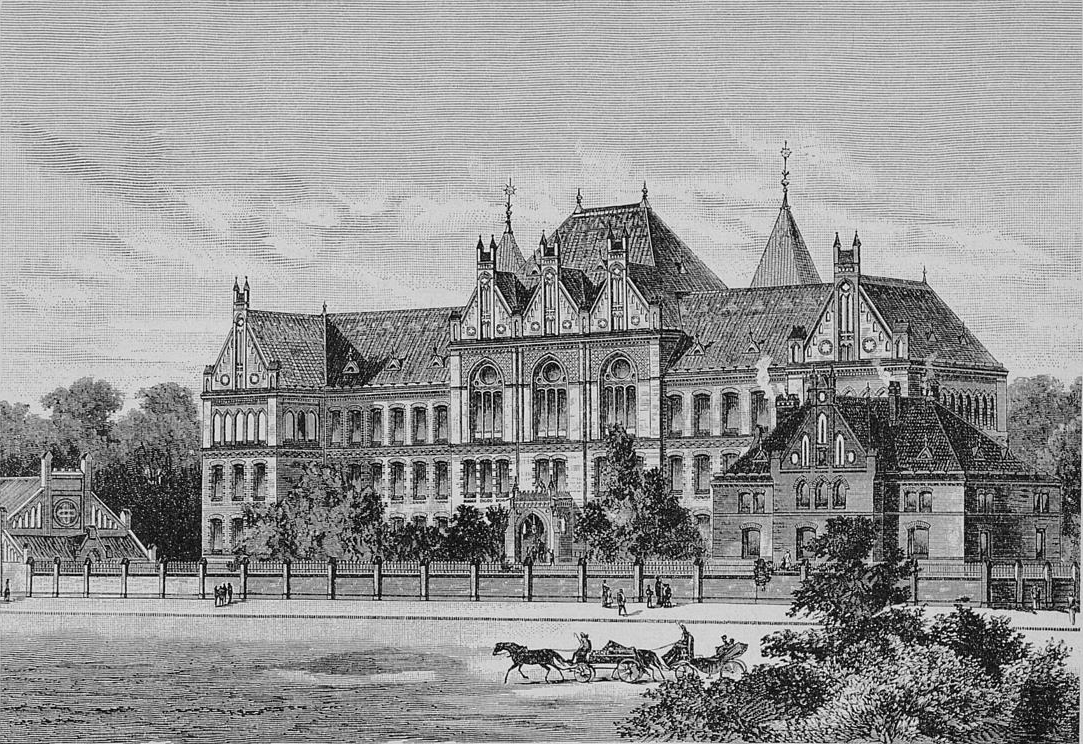
Zeichnung des Prinz-Heinrichs-Gymnasiums, um 1894

Das Prinz-Heinrichs-Gymnasium (auch: Prinz-Heinrich-Gymnasium) war ein humanistisches Gymnasium in Berlin-Schöneberg in staatlicher Trägerschaft. Es wurde 1890 als West-Gymnasium gegründet und bestand bis 1945, ab 1893 unter dem Namen Prinz-Heinrichs-Gymnasium. Viele Lehrer dieses Gymnasiums waren gleichzeitig produktive Wissenschaftler, besonders bis zum Ersten Weltkrieg. Wie die meisten preußischen Gymnasien war auch das Prinz-Heinrichs-Gymnasium eine reine Jungenschule (ohne Koedukation). Zu den berühmten Schülern der Anstalt zählen der Schriftsteller Hans Fallada, die Historiker Fritz Hartung (1924–1948 Professor an der Humboldt-Universität zu Berlin) und Eric Hobsbawm (Professor u. a. in London und Stanford), der Jagdflieger Hans-Joachim Marseille sowie der Schauspieler Klaus Kinski.
Nach der Evakuierung und Zerstörung des Schulgebäudes im Zweiten Weltkrieg wurde das Gymnasium 1945 aufgelöst. In dem 1958 wiedererrichteten Gebäude wurde eine Berufs- und Berufsfachschule eingerichtet, die spätere Friedrich-List-Schule (Oberstufenzentrum), die im Februar 2016 an zwei neue Standorte neues Gebäude in Berlin-Rummelsburg umzog.

## Geschichte

### Gründung und Direktorat Richter (1890–1910)
Im westlichen Teil Berlins gab es in der zweiten Hälfte des 19. Jahrhunderts drei Gymnasien: das Königliche Wilhelms-Gymnasium (gegründet 1858), das Askanische Gymnasium (gegründet 1875) und das Joachimsthalsche Gymnasium (gegründet 1875), das seit 1880 in Wilmersdorf untergebracht war. Im Zuge des Bevölkerungsanstiegs und wegen der teilweise ungünstigen Lage dieser Gymnasien für die Bewohner der westlichen Stadtteile entstand das Bedürfnis, ein weiteres Gymnasium zu errichten. Als Schulträger war zunächst der Magistrat von Berlin vorgesehen, der das Vorhaben jedoch am 10. Februar 1883 ablehnte. Daraufhin beschloss das preußische Finanzministerium, die Finanzierung des Baus und die Schulträgerschaft zu übernehmen.
Die Eröffnung des Gymnasiums in einem provisorischen Gebäude, geplant für Ostern 1885, verzögerte sich zunächst, weil kein geeignetes Baugrundstück gefunden wurde. Am 27. Juli 1886 erklärte sich die Stadtgemeinde Schöneberg bereit, unentgeltlich ein Grundstück für das Gymnasium herzugeben. Sie bestimmte dafür am 24. Oktober 1886 ein rund 5000 m² großes Grundstück an der Grunewaldstraße im sogenannten „Akazienwäldchen“, das allerdings nicht der Stadtgemeinde allein gehörte: Ideeller Mitbesitzer war die evangelische Pfarrei Schöneberg, die dort ihre Domäne betrieb. Die Baukommission verhandelte mit der Pfarrgemeinde und dem preußischen Landwirtschaftsministerium in den folgenden zwei Jahren die Auflassung des Gebiets zugunsten des geplanten Neubaus. Nachdem die Stadtgemeinde Schöneberg das Gebiet aufgekauft hatte, fand am 25. März 1889 die Übergabe statt.
Bis zur Fertigstellung des Schulgebäudes am 1. Oktober 1893 war das Gymnasium in einem Gemeindeschulhaus in Schöneberg untergebracht. Zum ersten Direktor der Anstalt wurde am 26. Mai 1890 Otto Richter berufen, der zuvor Oberlehrer am Askanischen Gymnasium gewesen war. Am 13. Oktober 1890 fand die Eröffnungsfeier der Schule statt, bei der Provinzialschulrat Gruhl den Direktor in sein Amt einführte. Das Gymnasium trug provisorisch den Namen West-Gymnasium.
Bei der offiziellen Eröffnung 1893 erhielt die Schule den Namen Prinz-Heinrichs-Gymnasium nach Prinz Heinrich von Preußen, dem Bruder Kaiser Wilhelms II.
Bei stetig wachsender Schülerzahl entwickelte sich das Gymnasium zu einer bedeutenden Bildungseinrichtung in Berlin. Unter dem Direktor Richter, der die Schule bis 1910 zwanzig Jahre lang leitete, unternahm die Lehrerschaft mit den Schülern Exkursionen zu den neuen Denkmälern an der Siegesallee (1898) und zum neu eingeweihten Kaiser-Friedrich-Museum (1905). Am Gymnasium selbst entwickelte sich ein reges Kulturleben. In der Aula fanden Konzerte und Theateraufführungen statt, außerdem hielten dort die wissenschaftlich ausgezeichneten Lehrer Alfred Brueckner und Paul Graffunder Lichtbildvorträge über ihre Spezialgebiete, die Archäologie von Athen und Rom.
An der Schule entstanden mehrere Sportvereine. Neben dem obligatorischen Schwimmunterricht wurde das Gymnasium 1907 Mitglied des Rudervereins Wannsee und veranstaltete regelmäßig Ruderübungen. Einige Primaner schlossen sich dem Sport-Club 1896 an, aus dem später der Berliner Sport-Club hervorging.
Abgesehen von den üblichen Schulausflügen ins Berliner Umland veranstaltete das Prinz-Heinrichs-Gymnasium auf die Initiative des 1898 angestellten Oberlehrers Ernst Herrmann auch Reisen nach Rom. Über die erste Romreise vom 24. März bis 9. April 1899 berichtete Herrmann im Jahresbericht des Gymnasiums 1900. Die Romreisen wurden bis 1910 unter der Leitung des Direktors Richter durchgeführt, der ein ausgewiesener Experte für die Topographie der Stadt Rom war. Er führte zusammen Herrmann 1900 die zweite Romreise durch. Die nächsten Romreisen führte der Direktor ab 1903 jährlich im Frühjahr durch (mit Ausnahme von 1908). Über die Erfahrungen der ersten sieben Reisen und ihren Zweck äußerte sich Richter im Jahresbericht des Gymnasiums 1908.

### Unter den Direktoren Michaelis (1910–1913) und Busse (1913–1922)
Als Richter 1910 in den Ruhestand trat, zählte das Prinz-Heinrichs-Gymnasium 640 Schüler und 33 Lehrer. Zum neuen Direktor wurde noch 1910 Gerhard Michaelis berufen, der zuvor das Reform-Realgymnasium in Barmen geleitet hatte. Die jährlichen Romreisen 1911 bis 1914 wurden vom Oberlehrer Graffunder durchgeführt. Neben dem Turnverein und dem Ruderverein entstanden im Herbst 1910 ein Schülerorchester und 1912 ein photographischer Verein.
Michaelis wechselte bereits 1913 ins Provinzialschulkollegium. Sein Nachfolger wurde Rudolf Busse, vormals Direktor des Kaiser-Friedrichs-Gymnasiums in Frankfurt am Main. Er leitete das Prinz-Heinrichs-Gymnasium zehn Jahre lang. Während des Ersten Weltkriegs leisteten mehrere Lehrer und Schüler des Gymnasiums Kriegsdienst; bereits im ersten Kriegsjahr waren 24 Schüler, Lehrer und Ehemalige des Prinz-Heinrichs-Gymnasium gefallen. Im weiteren Kriegsverlauf wurde 1916 die Veröffentlichung des Jahresberichts eingestellt. Im Winter 1918/19 diente das Schulgebäude als Quartier für die Arbeiter- und Bauernräte.

### Direktorat Sorof (1922–1929) und Schönbrunn (1929–1933)
Mit dem Ende des Ersten Weltkriegs und dem Zusammenbruch des Kaiserreichs ergaben sich auch für das Prinz-Heinrichs-Gymnasium viele Änderungen. Als 1922 der erste Jahresbericht seit 1915 erschien, gehörte die Schule bereits zu Groß-Berlin. Das Kollegium bestand aus 32 Lehrern, die nun die Amtsbezeichnung Studienräte führten; die Zahl der Schüler betrug 603.
Unter dem neuen Direktor Gustav Sorof fanden mehrere Trauerfeiern statt: Am 19. Juni 1922 anlässlich der Teilung Schlesiens, am 28. Juni 1922 nach der Ermordung Walther Rathenaus und am 13. Januar 1923 anlässlich der Besetzung des Ruhrgebiets. Am 4. April 1922 errichtete die Schule ein Denkmal für die Gefallenen des Weltkriegs. 1923 wurde die Vorschule vom Gymnasium abgetrennt.
In den 1920er Jahren entstanden einige neue Schülervereine, darunter ein literarischer Verein (der unter anderem Dramen von Henrik Ibsen und Gerhart Hauptmann las), ein Bibelkreis, ein Tennisverein und ein naturwissenschaftlicher Verein. Der Schülerruderverein und der Schülerturnverein prosperierten weiterhin unter der Leitung von Sportlehrern.
1921 wurde am Prinz-Heinrichs-Gymnasium ein Elternbeirat gegründet, der alle zwei Jahre neu gewählt wurde. Eine vielbeachtete Kulturveranstaltung an der Schule war die Aufführung der Sophokles-Tragödie König Ödipus in griechischer Sprache am 19. Dezember 1925 von Schülern der Unterprima unter der Leitung des Lehrers Otto Rubensohn.
1929 trat Sorof in den Ruhestand. Sein Nachfolger wurde Walter Schönbrunn, der im Jahresbericht 1930 sein pädagogisches Programm darlegte. Er ging auf die Bedeutung des altsprachlichen Unterrichts ein, dem er eine große Bedeutung für die „Kulturerweckung“ zuschrieb. Seine Lehrerkollegen Junge und Heinrich gingen im selben Jahresbericht auf den Unterricht in modernen Fremdsprachen und den Sportunterricht ein. Gleichzeitig stärkte Schönbrunn die Schülerselbstverwaltung, indem er den Schülern ein Mitspracherecht in verschiedenen Bereichen gewährte, etwa bei der Aufbau der Schülerbibliothek, mit einem Schülergericht bei Schadenersatzfällen und mit der Beteiligung an Beratungen bei Disziplinarfällen. Die Wanderfahrten der Schule führten nicht mehr nur ins Berliner Umland, sondern auch nach Hamburg, ins Rheinland, ins Riesengebirge, ins Weserbergland, nach Mecklenburg, in die Sächsische Schweiz und nach Ostpreußen.
Am 28. Februar und 4. März 1930 führten Schüler des Realzweiges unter Leitung des Studienrats Bodsch ein englisches Theaterstück auf, Die andere Seite von R. C. Sherriff, das den Weltkrieg in unparteiischer Weise darstellte.

### Zeit des Nationalsozialismus (1933–1945): Direktorat Deidert
Während der Zeit des Nationalsozialismus wurde der Schulleiter Schönbrunn seines Amtes enthoben (in den Sommerferien 1933). Das Direktorat wurde zunächst vom Oberstudienrat Blankenburg vertreten, dann ab dem 23. Oktober 1933 vom Studienrat Erich Deidert, der 1934 offiziell zum Direktor ernannt wurde. Zwei weitere Lehrer, die Studienräte Salomon Birnbaum und Moritz Hirsch, wurden wegen ihrer jüdischen Herkunft im Herbst 1933 in den Ruhestand versetzt. Hirsch starb am 13. März 1934, Birnbaum wurde 1943 nach Auschwitz deportiert. Der Hebräisch-Unterricht und der jüdische Religionsunterricht wurden abgesetzt. Bemühungen der Schule, jüdische Schüler und Lehrer zu schützen, sind nicht bekannt.
Die Aufsatzthemen der Reifeprüfung lauteten in der Oberprima des Gymnasiums 1934: „Die Erziehung zur Gemeinschaft im platonischen und nationalsozialistischen Sinne“ oder alternativ: „Ein Jahr nationalsozialistischer Staat: Erlebnisse und Gedanken seit dem 30. Januar 1933“. Die Themen hatte ein Studienassessor gestellt, der im selben Jahr als Deutschlehrer an das Prinz-Heinrichs-Gymnasium gekommen war. Die anderen Lehrer des Prinz-Heinrichs-Gymnasiums hielten ihre Abituraufgaben von nationalsozialistischen Schlagwörtern frei.
Am 31. August 1936 gehörten 94 % der Schüler einer nationalsozialistischen Organisation (HJ, SA, SS) an, 1939 waren es 91 %. Das Gymnasium machte alle Schulreformen des Nationalsozialismus mit, darunter 1936 die Schulzeitverkürzung um ein Jahr, 1937 die Zusammenlegung der Unter- und Oberprima und die Umbenennung der Klassen (statt Sexta: 1. Klasse, statt Prima: 8. Klasse usw.). Nach der Einschätzung eines Schülers jener Zeit, des Historikers Eric Hobsbawm, scheint sich die Schule aber einer Vereinnahmung durch die nationalsozialistische Ideologie weitgehend verschlossen zu haben. Hobsbawm schreibt in seinen Erinnerungen:

„Das Prinz-Heinrich-Gymnasium war wie alle Gymnasien eine elitäre Schule, aber keine Nazi-Schule. Ein Freund, mit dem ich noch in Kontakt stehe, blieb noch bis 1938. Er hatte nie Schwierigkeiten als Jude an dieser Schule. Sie war deutschnational, volkstreu und all diese Sachen aus dem Kaiserreich. Aber Nazis waren sie nicht, im Gegenteil.“

Nach Beginn des Zweiten Weltkriegs erschien zu Ostern 1940 der letzte Jahresbericht des Prinz-Heinrichs-Gymnasiums. Die Schülerzahl betrug 329, die Zahl der Lehrer 20. Für den Direktor Deidert, der ab September 1939 Kriegsdienst leistete, trat kommissarisch der Oberstudienrat Walter Krahn als Direktor ein. Im Lehrplan kamen nur wenige Zugeständnisse an die nationalsozialistische Ideologie vor: Der Lektüreplan des Deutschunterrichts sah zwar kein einziges einschlägiges Buch vor, aber von den je fünf Aufsatzthemen der oberen und unteren Gymnasialklassen und des realen Zweiges waren zwei eindeutig nationalsozialistisch.
Am 1. April 1940 wurde das Friedrich-Wilhelms-Gymnasium, das zweitälteste (1797) Berliner Gymnasium, mit dem Prinz-Heinrichs-Gymnasium vereinigt. Die Schüler der beiden Anstalten wurden im weiteren Verlauf des Krieges im Zuge der Kinderlandverschickung nach Sachsen, später nach Heideburg in Tschechien verlegt.
Das Schulgebäude wurde am 30. Januar 1944 bei einem alliierten Bombenangriff schwer beschädigt. Dabei gingen die biologischen, physikalischen und chemischen Sammlungen sowie die wertvolle Lehrerbibliothek des Friedrich-Wilhelms-Gymnasium zugrunde. Auch die Aula und die Verwaltungsräume mit dem Archiv und den Akten der Schule wurden komplett vernichtet. Der Nordflügel mit der Lehrer- und Schülerbibliothek des Prinz-Heinrichs-Gymnasiums, dem Lehrer- und Musikzimmer konnte gerettet werden.
Nach Kriegsende wurde 1945 die Robert-Blum-Schule (Oberschule für Jungen) in Berlin-Schöneberg als Nachfolgeschule des Prinz-Heinrichs-Gymnasiums bestimmt und erhielt dessen Lehrer- und Schülerbibliothek. Ein Teil der Lehrerbibliothek ging an die Bibliothek des Seminars für Klassische Archäologie an der FU Berlin über. Am 25. März 1964 übernahm auf Initiative von Heinz Stallmann, der ab 1939 am Prinz-Heinrichs-Gymnasium unterrichtet hatte, das humanistische Paul-Natorp-Gymnasium in Berlin-Friedenau die Tradition des Prinz-Heinrichs-Gymnasiums.

## Gebäude

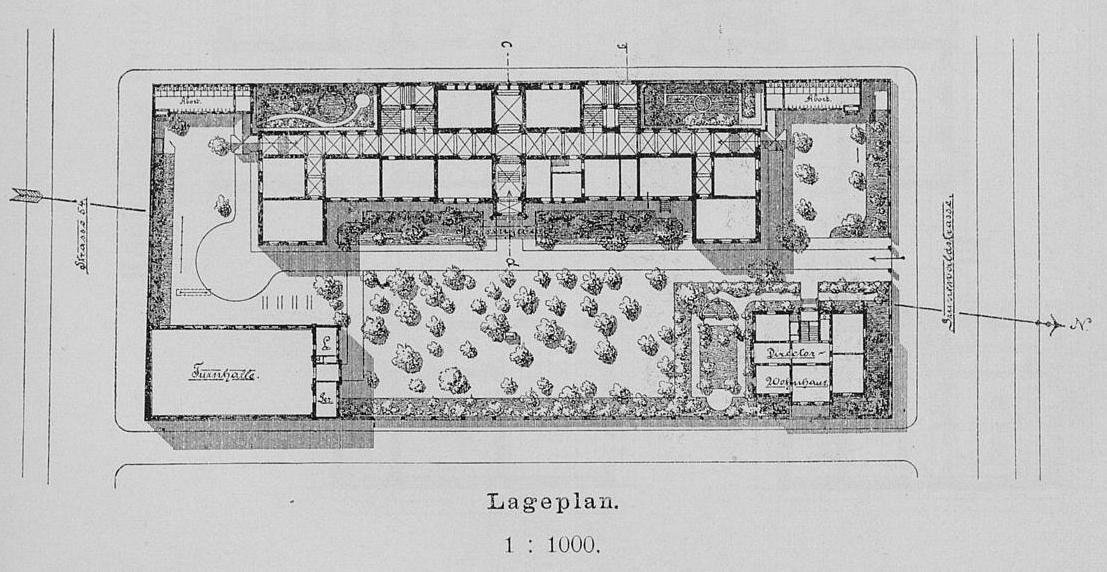
Lageplan des Schulgebäudes

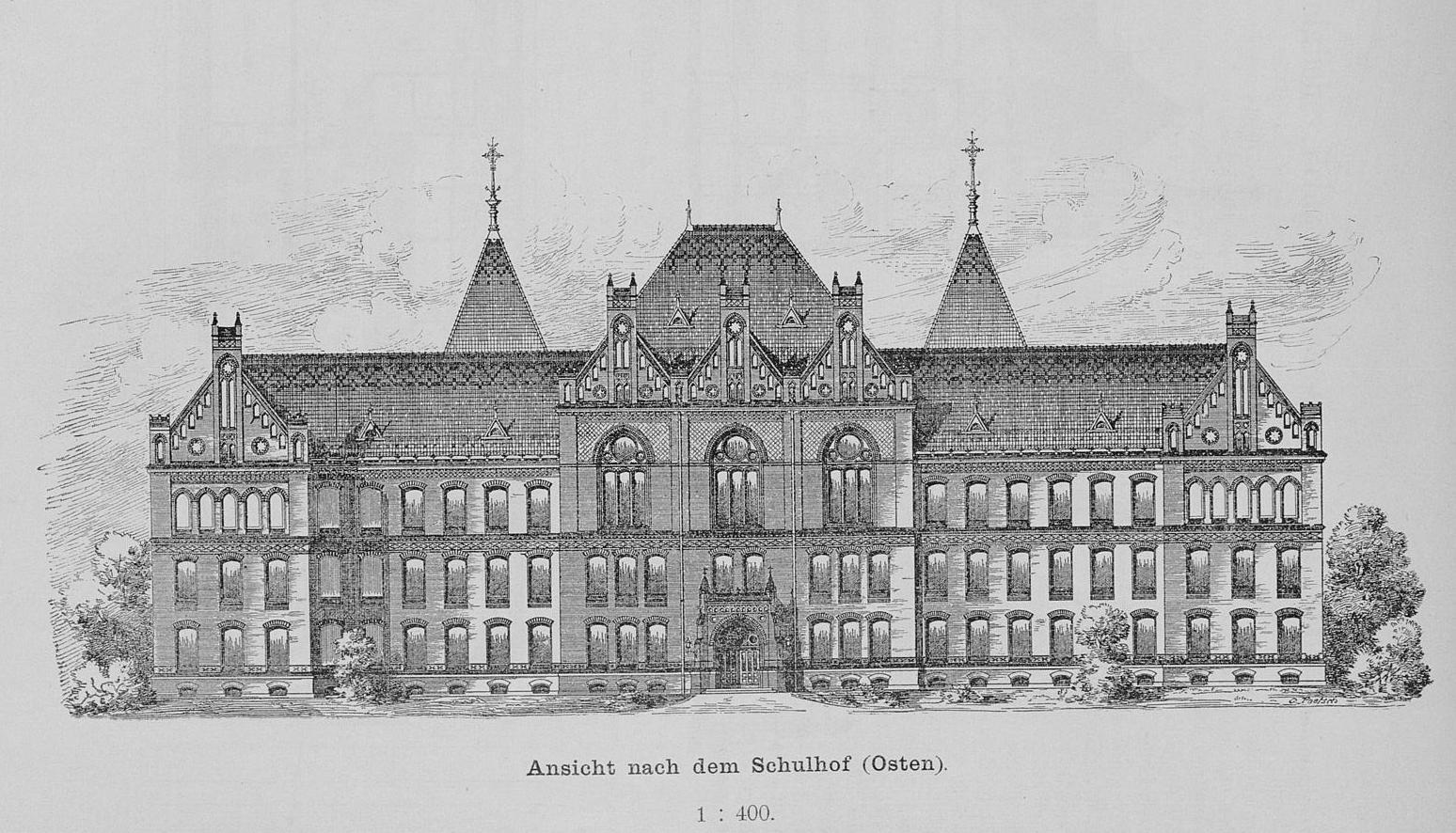
Ansicht der Ostfassade Prinz-Heinrichs-Gymnasiums (Zeichnung)

Die Gebäude des Prinz-Heinrichs-Gymnasiums wurden von 1891 bis 1893 nach einem Entwurf des Architekten Friedrich Schulze errichtet. Die Bauausführung lag in den Händen des Landbauinspektors Otto Poetsch. Nach dem Spatenstich am 2. Oktober 1891 wurde zunächst das Direktorenwohnhaus hochgezogen und anschließend am 19. Dezember 1891 der Grundstein für das Schulgebäude gelegt. Am 10. Oktober 1893 waren die Bauarbeiten abgeschlossen.
Das 5000 m² große Schulgelände war durch eine zwei Meter hohe Mauer mit schmiedeeisernen Gittern umschlossen. Das dreigeschossige Klassengebäude des Gymnasiums war mit seiner Hauptfront nach Osten auf den mit Akazien bestandenen Schulhof ausgerichtet. Seitlich vom Haupteingang stand das zweigeschossige Direktorenwohnhaus, auf der gegenüberliegenden Seite (an der südöstlichen Ecke) die Turnhalle. Die zwei (beheizten) Abortgebäude auf dem Schulgelände waren durch überdachte Hallen mit den Nebengängen des Klassengebäudes verbunden.
Das Klassengebäude bot in den Unterrichtsräumen Platz für etwa 900 Schüler. Es bestand aus einem Mittelbau und zwei Flügelbauten an der Süd- und Nordseite. Im nördlichen Flügelbau waren die Schülerbibliothek, die Gesangsklasse, das Konferenzzimmer, der Zeichensaal und der historisch-geografische Lehrapparat untergebracht; im südlichen Flügel die naturwissenschaftliche Sammlung, die Lehrerbibliothek und der Fachraum für Physik mit einer Lehrmittelsammlung. Im Mittelbau befanden sich außer den Unterrichtsräumen das Direktorenzimmer, die Hausmeisterwohnung und die Aula (im zweiten Obergeschoss).
Nach einem schweren Bombentreffer am 30. Januar 1944 brannte der Südflügel der Schule aus, der Nordflügel konnte gerettet werden. Die Ruine des Schulgebäudes wurde lange vernachlässigt und war zum Abriss vorgesehen, aber 1956 entschloss sich der Berliner Senat, das Gebäude zu renovieren. Es wurde 1958 vom Fundament aus neu aufgebaut. Von der ursprünglichen Bausubstanz ist nur das Direktorenwohnhaus vollständig erhalten geblieben, in dem eine Zeit lang ein Kindergarten untergebracht war.
Das Gebäude befindet sich zwischen Grunewaldstraße, Akazienstraße und Apostel-Paulus-Straße an der Adresse Klixstraße 7 (benannt nach dem Schulrat Gustav Adolf Klix, der sich um die Gründung der Schule verdient gemacht hatte). Nach der Wiedererrichtung 1958 zog eine kaufmännische Berufs- und Berufsfachschule in das Gebäude. Später befand sich dort bis Februar 2016 die Friedrich-List-Schule, seitdem ist dort die Anna-Freud-Schule – Fachschule für Sozialpädagogik untergebracht.

## Bekannte Schüler
- Hans Dölle (1893–1980), Jurist
- Ernst Wilhelm Eschmann (1904–1987), Schriftsteller, Soziologe und Philosoph
- Hans Jürgen Eysenck (1916–1997), Psychologe
- Georg von Falkenhayn (1890–1955), Manager
- Hans Fallada (1893–1947), Schriftsteller
- Hans Fichtner (1909–1981), Politiker
- Wend Fischer (1916–2005), Kunstkritiker, Redakteur und Museumsdirektor
- Curt Furbach (1886–1957), Ministerialbeamter
- Heinrich George (1893–1946), Schauspieler
- Fritz Hartung (1883–1967), Historiker
- Karl-Günther von Hase (1917–2021), Diplomat
- Ulrich von Hassell (1881–1944), Kommunalpolitiker, Diplomat und Widerstandskämpfer gegen den Nationalsozialismus
- Eric Hobsbawm (1917–2012), Historiker
- Ernst Hoffmann (1880–1952), Philosophiehistoriker
- Robert Jentzsch (1890–1918), Mathematiker und Dichter
- Ulrich Kessler (1894–1983), Offizier
- Klaus Kinski (1926–1991), Schauspieler
- Samson B. Knoll (1912–2001), Chief Interrogator for Military Government Information Control der US-Armeeverwaltung (OMGUS) in Marburg 1945/46, Germanist und Historiker
- Walther Kulenkampff (1883–1929), Politiker
- Clemens Lammers (1882–1957), Politiker
- Egbert Lammers (1908–1996), Künstler
- Werner Lansburgh (1912–1990), Autor und Publizist
- Friedrich Lent (1882–1960), Jurist und Politiker
- Eduard Lisco (1879–1941), Klassischer Philologe und Gymnasialdirektor
- Hans-Joachim Marseille (1919–1942), Jagdflieger und Offizier
- Ernst Hermann Meyer (1905–1988), Komponist und Musikwissenschaftler
- Traugott Konstantin Oesterreich (1880–1949), Philosophiehistoriker, Religionsphilosoph und Psychologe
- Konstantin Reichardt (1904–1976), germanistischer und skandinavistischer Mediävist
- Karl Schneider (1887–1969), Verwaltungsjurist
- Bernard Schultze (1915–2005), Maler
- Bodo Selge (1911–1996), Jurist und Politiker
- Hermann Sommer (1882–1945), Verwaltungsjurist und Richter
- Martin Sommerfeld (1894–1939), Literaturhistoriker
- Adolph Spalinger (1915–2004), Schauspieler, Regisseur und Theaterintendant
- Heinz Dietrich Stoecker (1915–1998), Diplomat
- Heinrich von Sybel (1885–1969), Rittergutbesitzer und Politiker
- Edgar Wedepohl (1894–1983), Architekt und Bauforscher
- Harry Welsch (* 1920), Kryptoanalytiker
- Helmut Wielandt (1910–2001), Mathematiker
- Fritz Wündisch (1910–1994), Jurist
- Hans Zehrer (1899–1966), Journalist
- Ernst Zinn (1910–1990), Klassischer Philologe

## Bekannte Lehrer
- Fritz Böhm (1880–1943), Volkskundler, Studienrat 1931–1932 und 1940–1943
- Alfred Brueckner (1861–1936), Klassischer Archäologe, Oberlehrer 1891–1924
- Carl Kappus (1879–1951), Sprachwissenschaftler, Oberlehrer 1912–1919
- Friedrich Cauer (1863–1932), Althistoriker, Oberlehrer 1896–1899
- Peter Corssen (1856–1928), Klassischer Philologe, Oberlehrer 1891–1921
- David Coste (1853–1915), Althistoriker, Oberlehrer 1890–1895
- Emil Engelmann (1861–1945), Heimatforscher, Oberlehrer 1891–1905
- Hans Gossen (1884–1946), Klassischer Philologe, Studienrat 1919–1928
- Paul Graffunder (1857–1914), Klassischer Philologe, Oberlehrer 1890–1914
- Bernhard Kübler (1859–1940), Klassischer Philologe und Rechtshistoriker, Oberlehrer 1893–1895
- Bruno Rappaport (1875–1915), Althistoriker, Kandidat 1902–1903
- Otto Rubensohn (1867–1964), Klassischer Archäologe, Studienrat 1924–1932
- Max C. P. Schmidt (1853–1918), Klassischer Philologe, Oberlehrer 1895–1912
- Ernst Theodor Schulze (1859–1919), Klassischer Philologe, Oberlehrer 1898–1919
- Otto Möller (1883–1964), Studienrat 1926–1945

## Direktoren
- Otto Richter (1843–1918), Klassischer Archäologe, Direktor 1890–1910
- Gerhard Michaelis (1869–1934), Direktor 1910–1913
- Rudolf Busse (1857–1943), Reformpädagoge, Direktor 1913–1922
- Gustav Sorof (1863–1935), Direktor 1922–1929
- Walter Schönbrunn (1889–1960), Reformpädagoge, Direktor 1929–1933
- Erich Deidert (1891–nach 1965), Direktor 1934–1945 (kommissarisch seit 1933)
- Walter Krahn (1885–nach 1965), Vertreter des Direktors 1940–1945